# Japansk starr
Japansk starr (Carex morrowii) är en halvgräsart som beskrevs av Francis M.B. Boott. Enligt Catalogue of Life ingår Japansk starr i släktet starrar och familjen halvgräs, men enligt Dyntaxa är tillhörigheten istället släktet starrar och familjen halvgräs. Arten förekommer tillfälligt i Sverige, men reproducerar sig inte.

## Underarter
Arten delas in i följande underarter:
- C. m. laxa
- C. m. morrowii
- C. m. temnolepis

## Bildgalleri

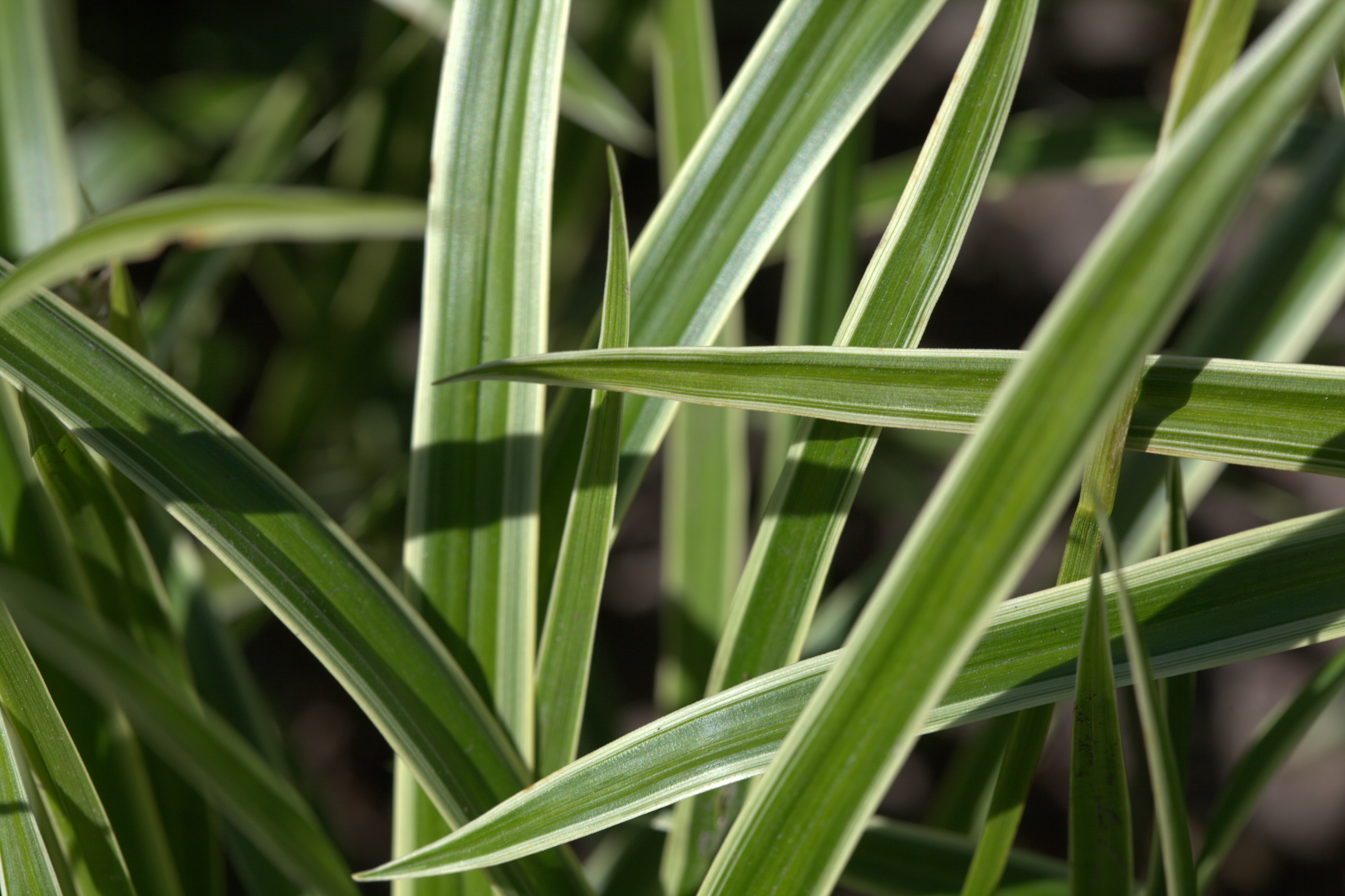
Varianten 'Ice Dance'.
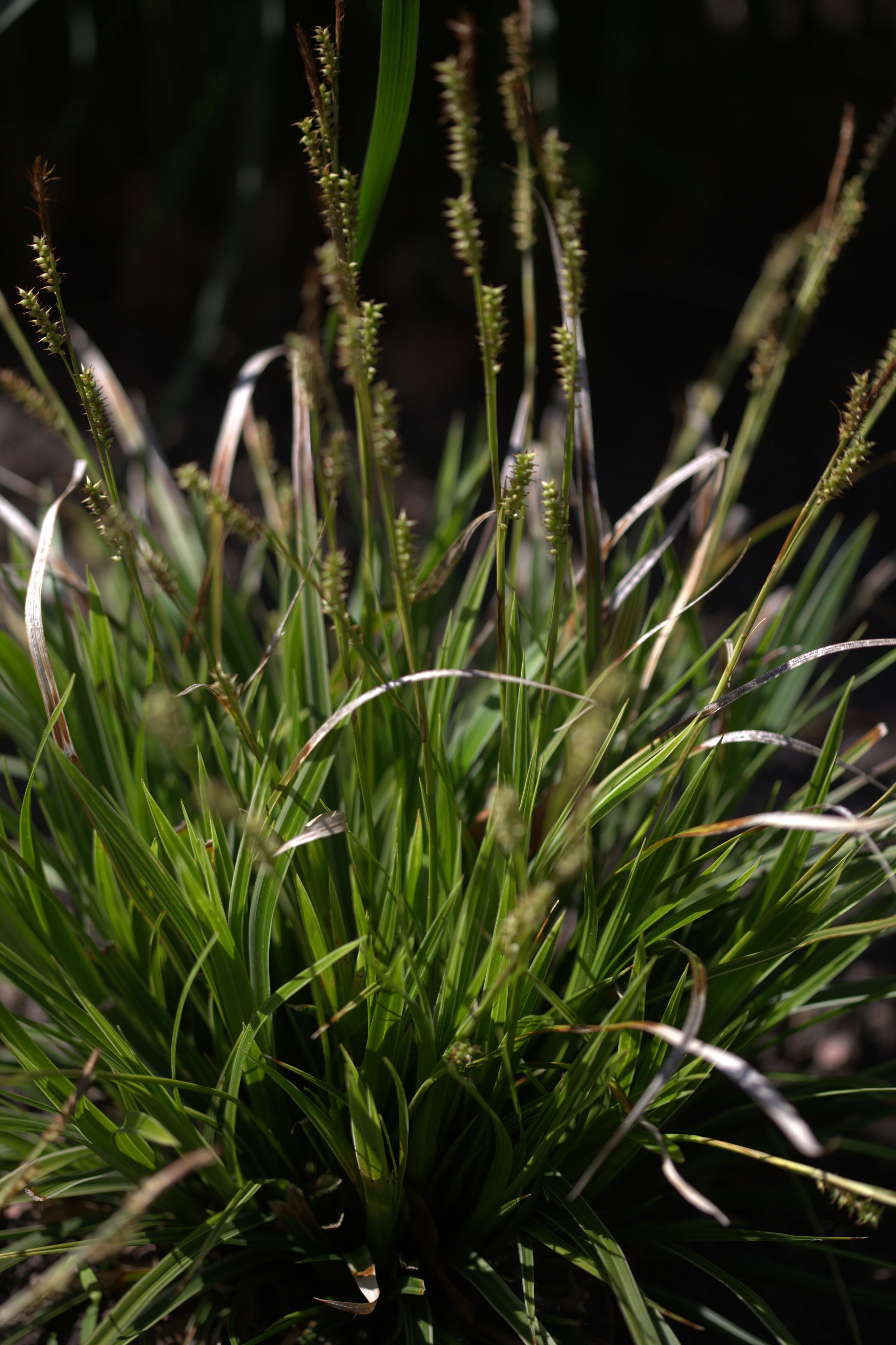
Varianten 'Variegata'.
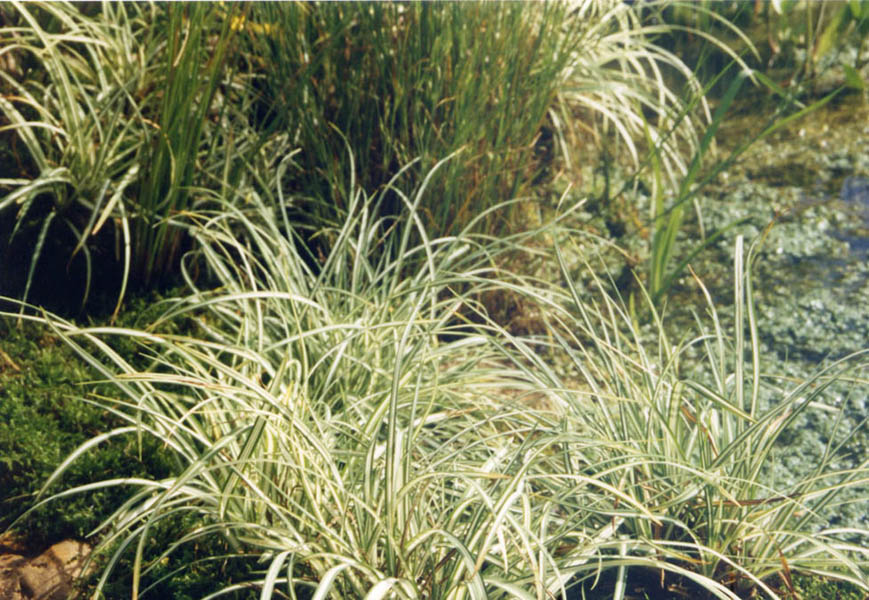
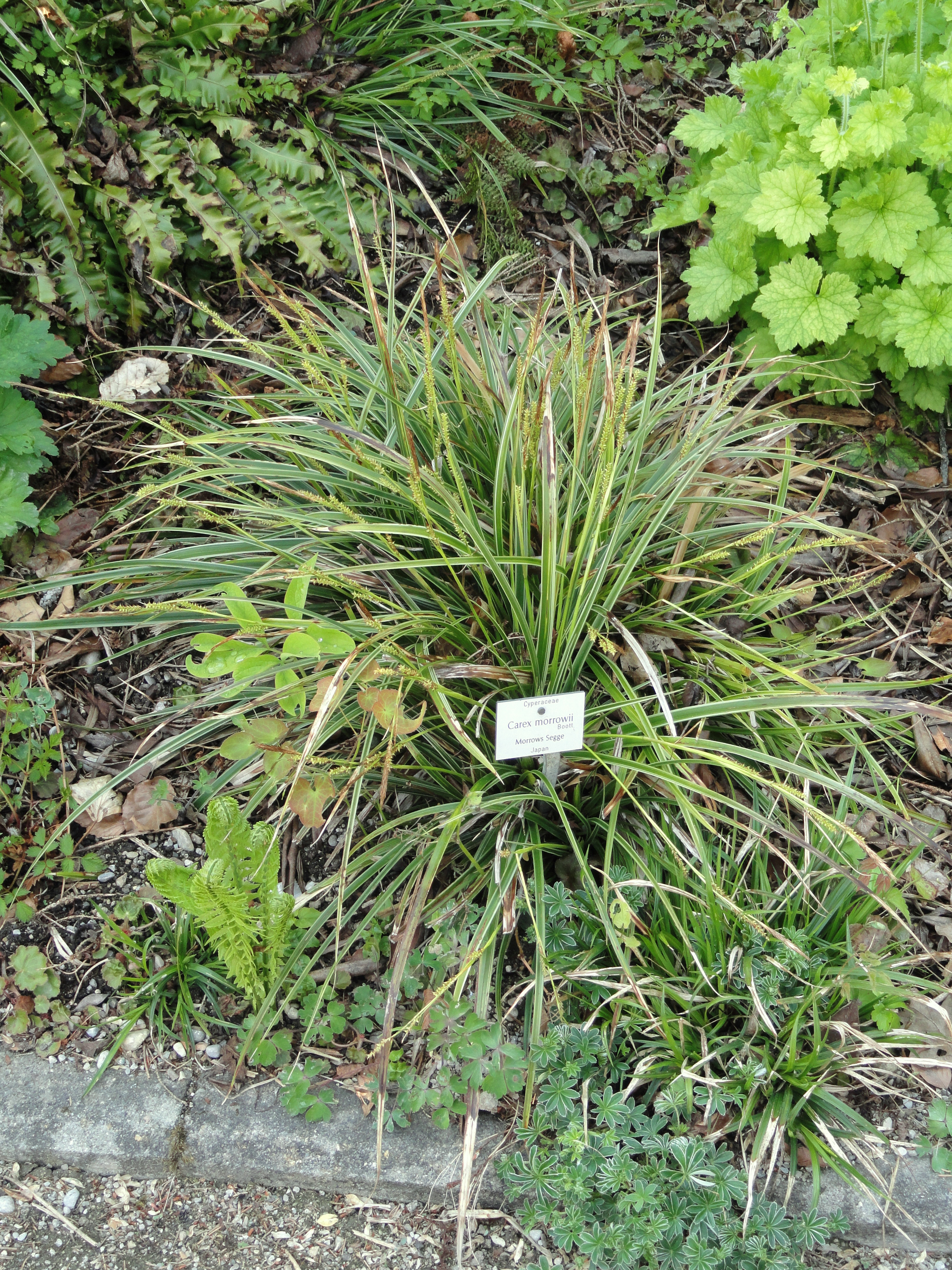
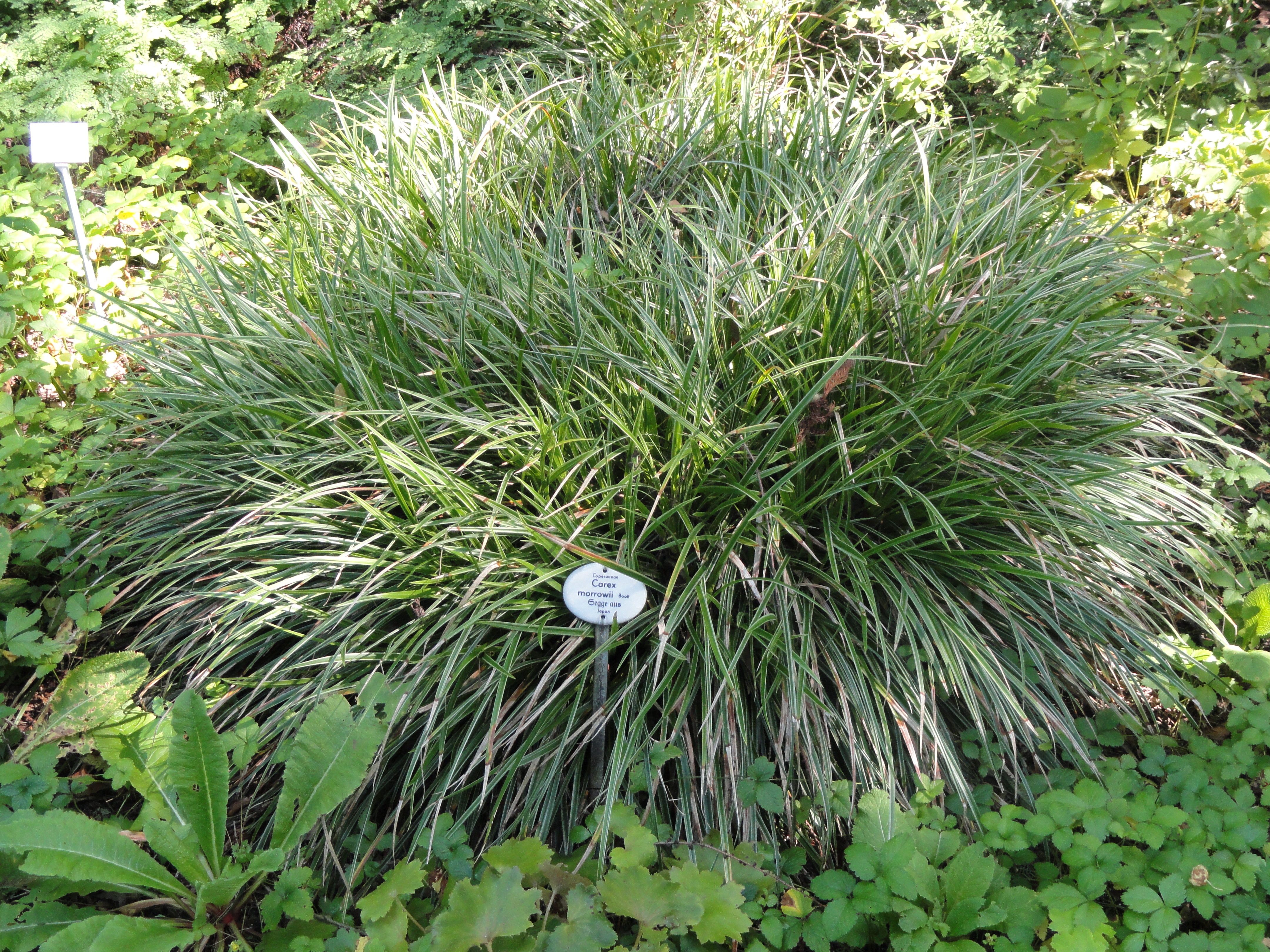